# Jan Béghin
Jan Béghin (Ieper, 7 september 1949 - Aalst, 3 mei 2022) was een Belgisch politicus voor de sp.a, voordien mandataris voor CVP / CD&V.

## Levensloop
Hij is de zoon van een Franstalige vader en Nederlandstalige moeder en woont sinds zijn jeugd in Ganshoren. Hij volgde middelbare studies aan het Heilig-Hartcollege (Ganshoren), waarna hij licentiaat wiskunde (1967-1971) en economische wetenschappen (1971-1975) werd aan de KU Leuven.
Na zijn studies ging hij werken bij CEPESS, de gezamenlijke studiedienst van de CVP en de PSC. In 1971 werd hij verkozen tot gemeenteraadslid van Ganshoren, alwaar hij van 1977 tot 2000 schepen van Openbare Werken, Derde Leeftijd en Nederlandse Cultuur was. In 2004 verliet hij de gemeenteraad van Ganshoren.
Van 1972 tot 1989 was hij lid van de Nederlandse Commissie voor de Cultuur van de Brusselse Agglomeratie, waarvan hij van 1979 tot 1988 de ondervoorzitter en van 1988 tot 1989 de voorzitter was. Binnen deze organisatie stond hij aan de leiding van de sectie Jeugd, was hij beleidsverantwoordelijke voor de sectie Sport en stond hij vanaf 1988 aan het hoofd van de Werkgroep Onderwijs. Van 1982 tot 1988 was hij bovendien directeur van het Contact- en Cultuurcentrum Brussel.
Op 12 juli 1989 maakte hij zijn intrede in de Brusselse Hoofdstedelijke Raad. Hij was eerste ondervoorzitter voor CVP en CD&V in de Brusselse Raad van 12 juli 1989 tot 26 maart 2004. Hij stond mee aan de wieg bij de oprichting van het Sociaal Impuls Fonds in Brussel. Via zijn mandaat in de Brusselse Hoofdstedelijke Raad had hij van september 1997 tot juni 1999 eveneens zitting in het Vlaams Parlement. Vanuit zijn mandaat in de Brusselse Hoofdstedelijke Raad maakte hij eveneens deel uit van de Raad van de Vlaamse Gemeenschapscommissie, waarvan hij de secretaris was.
In 2004 maakte hij de overstap naar de sp.a, naar hij zegde wegens het kartel CD&V en N-VA. Hij was van mening dat deze laatste een anti-Brusselse partij is waarmee hij niet wilde samenwerken. Voor de sp.a werd hij van 2006 tot 2009 opnieuw eerste ondervoorzitter van het Brussels Hoofdstedelijk Parlement. In 2009 beëindigde hij zijn loopbaan als parlementslid.
In 2009 cumuleerde hij 7 mandaten, waarvan twee bezoldigde. Zijn mandaat als beheerder van 'Retis' sinds april 2007 had hij niet aangegeven.
Hij overleed in 2022 na een korte maar hevige ziekte.